# アダン・ムニョス
アダン・ムニョス（Adan Munoz, 1977年9月3日 - ）はメキシコ合衆国出身の野球選手。ポジションは捕手。右投左打。現在はメキシカンリーグのMayos de Navojoaでプレーしている。
国内リーグ一の捕手であり、メキシカンリーグ主体の代表チームでは正捕手を務めることも多い。2006年のワールドベースボールクラシックメキシコ代表にも選出されている。
守備力はもちろん、パンチ力を秘めた強打が持ち味の捕手。